# Paragvajska nogometna reprezentacija
Paragvajska nogometna reprezentacija predstavlja Paragvaj u međunarodnom nogometnim natjecanjima te je pod vodstvom Paragvajskog nogometnog saveza. Reprezentacija se uspjela tri puta kvalificirati u drugi krug Svjetskih prvenstava: 1986., 1998., te 2002. i dvaput osvojiti Američki kup: 1953. i 1979.
Na nogometnom turniru na Olimpijskim igrama 2004. u Ateni osvojili su srebrnu medalju. U finalu su izgubili od Argentine 1:0.
Paragvaj je trenutačno na 24. mjestu Fifine ljestvice, a najlošiji je bio u svibnju 1995. godine, na 103. mjestu. Najbolji su pak bili u ožujku 2001. godine, kada su bili sjajni osmi.

## Sastav
| Br. | Ime                 | Datum rođenja       | Pozicija  | Klub                         | Visina |
| --- | ------------------- | ------------------- | --------- | ---------------------------- | ------ |
| 1.  | Justo Villar        | 30. lipnja 1977.    | vratar    | Valladolid (ESP)             | 180    |
| 2.  | Dario Veron         | 26. srpnja 1979.    | obrana    | Pumas UNAM (MEX)             | 181    |
| 3.  | Claudio Morel       | 2. veljače 1978.    | obrana    | Boca Juniors                 | 175    |
| 4.  | Denis Caniza        | 29. kolovoza 1974.  | obrana    | Leon (MEX)                   | 174    |
| 5.  | Julio Cesar Caceres | 5. listopada 1979.  | obrana    | Atletico Mineiro (BRA)       | 181    |
| 6.  | Carlos Bonet        | 2. listopada 1977.  | vezni red | Olimpia Asuncion (PAR)       | 176    |
| 7.  | Oscar Cardozo       | 20. svibnja 1983.   | napad     | Benfica                      | 192    |
| 8.  | Edgar Brreto        | 15. srpnja 1984.    | vezni red | Atalanta                     | 178    |
| 9.  | Roque Santa Cruz    | 16. kolovoza 1981.  | napad     | Manchester City              | 191    |
| 10. | Edgar Benitez       | 8. studenog 1987.   | napad     | Pachuca (MEX)                | 176    |
| 11. | Jonathan Santana    | 19. listopada 1981. | vezni red | Wolfsburg                    | 181    |
| 12. | Diego Barreto       | 16. srpnja 1981.    | vratar    | Cerro Porteno (PAR)          | 182    |
| 13. | Enrique Vera        | 10. ožujka 1979.    | vezni red | Liga de Quito (ECU)          | 178    |
| 14. | Paulo Da Silva      | 1. veljače 1980.    | obrana    | Sunderland                   | 184    |
| 15. | Victor Caceres      | 25. ožujka 1985.    | vezni red | Libertad (PAR)               | 186    |
| 16. | Cristian Riveros    | 16. listopada 1982. | vezni red | Cruz Azul (MEX)              | 179    |
| 17. | Aureliano Torres    | 16. lipnja 1982.    | obrana    | Boca Juniors                 | 178    |
| 18. | Nelson Valdez       | 28. studenog 1983.  | napad     | Borussia Dortmund            | 178    |
| 19. | Lucas Barrios       | 13. studenog 1984.  | napad     | Borussia Dortmund            | 187    |
| 20. | Nestor Ortigoza     | 7. listopada 1984.  | vezni red | Argentinos Juniors           | 180    |
| 21. | Antolin Alcaraz     | 30. srpnja 1982.    | obrana    | Club Brugge                  | 184    |
| 22. | Aldo Bobadilla      | 20. travnja 1976.   | nratar    | Independiente Medellin (COL) | 192    |
| 23. | Rodolfo Gamarra     | 10. prosinca 1988.  | napad     | Libertad (PAR)               | 168    |
| T   | Gerardo Martino     | 20. studenog 1962.  | izbornik  | Argentina                    |        |

## Igrači s najviše nastupa
| Igrač                   | Razdoblje     | Nastupi (Golovi) |
| ----------------------- | ------------- | ---------------- |
| Carlos Gamarra          | 1993. – 2006. | 110 (12)         |
| Denis Caniza            | 1996.–        | 100 (1)          |
| Roberto Acuña           | 1993. – 2006. | 97 (5)           |
| Celso Ayala             | 1993. – 2003. | 85 (6)           |
| José Saturnino Cardozo  | 1991. – 2006. | 82 (25)          |
| Justo Villar            | 1999.–        | 82 (0)           |
| Paulo Da Silva          | 2000.–        | 81 (2)           |
| Roberto Fernández       | 1976. – 1989. | 78 (0)           |
| Roque Santa Cruz        | 1999.-        | 78 (23)          |
| Juan Bautista Torales   | 1979. – 1989. | 77 (1)           |
| José Luis Chilavert     | 1989. – 2003. | 74 (8)           |
| Estanislao Struway      | 1991. – 2002. | 74 (4)           |
| Carlos Humberto Paredes | 1998. – 2008. | 74 (10)          |

## Najbolji strijelci
| Igrač                   | Razdoblje     | Golovi (Nastupi) |
| ----------------------- | ------------- | ---------------- |
| José Saturnino Cardozo  | 1991. – 2006. | 25 (82)          |
| Roque Santa Cruz        | 1999.-        | 23 (78)          |
| Julio César Romero      | 1979. – 1986. | 13 (32)          |
| Saturnino Arrúa         | 1969. – 1980. | 13 (26)          |
| Carlos Gamarra          | 1993. – 2006. | 12 (110)         |
| Gerardo Rivas           | 1921. – 1926. | 12 (32)          |
| Cristian Riveros        | 2005.-        | 11 (57)          |
| Miguel Ángel Benítez    | 1996. – 1999. | 11 (29)          |
| Carlos Humberto Paredes | 1998. – 2008. | 10 (74)          |
| Salvador Cabañas        | 2004.–        | 10 (44)          |
| Nelson Haedo Valdez     | 2004.–        | 10 (46)          |
| Aurelio González        | 1924. – 1937. | 10 (23)          |
| Juan Bautista Villalba  | 1945. – 1947. | 10 (22)          |

## Vanjske poveznice
- Službene stranice Paragvajskog nogometnog saveza
- RSSSF pismohrana rezultata 1919.-2004.
- RSSSF pismohrana igrača s najviše nastupa i o najboljim strijelcima
- Planet World Cup pismohrana rezultata nogometnih SP-a
- Planet World Cup pismohrana sastava na nogometnim SP-ima
- Planet World Cup pismohrana rezultata izlučnih dijela natjecanja za nogometnog SP
- Albirroja navijačke stranice (na španjolskom)
- Paragvajske nogometne stranice (na njemačkom)  Arhivirana inačica izvorne stranice od 18. kolovoza 2018. (Wayback Machine)